# حظر طيران بوينغ 737 ماكس 2019
في مارس 2019، تم إلزام طائرات بوينغ 737 ماكس، طائرة ركاب دخلت الخدمة في عام 2017، بالبقاء على الأرض من قبل سلطات الطيران وشركات الطيران في معظم أنحاء العالم وذلك بعد حادثي تحطم لذلك النوع من الطائرات والذان أوديا بحياة ما مجموعه 346. بعد سبعة عشر شهراً من دخول الطائرة الخدمة، تحطمت الرحلة 610 ليون أير، حين سقطت طائرة من طراز 737 ماكس 8، في بحر جاوة بعد اثني عشر دقيقة من إقلاعها في 29 أكتوبر 2018 ، مما أدى إلى مقتل جميع ركابها وعددهم 189. في 10 مارس 2019، تحطمت الخطوط الجوية الإثيوبية، الرحلة 302 ، حيث كانت الطائرة أيضا من طراز ماكس 8، وذلك بعد ست دقائق من اقلاعها، مما أسفر عن مقتل جميع ركابها وعددهم 157.

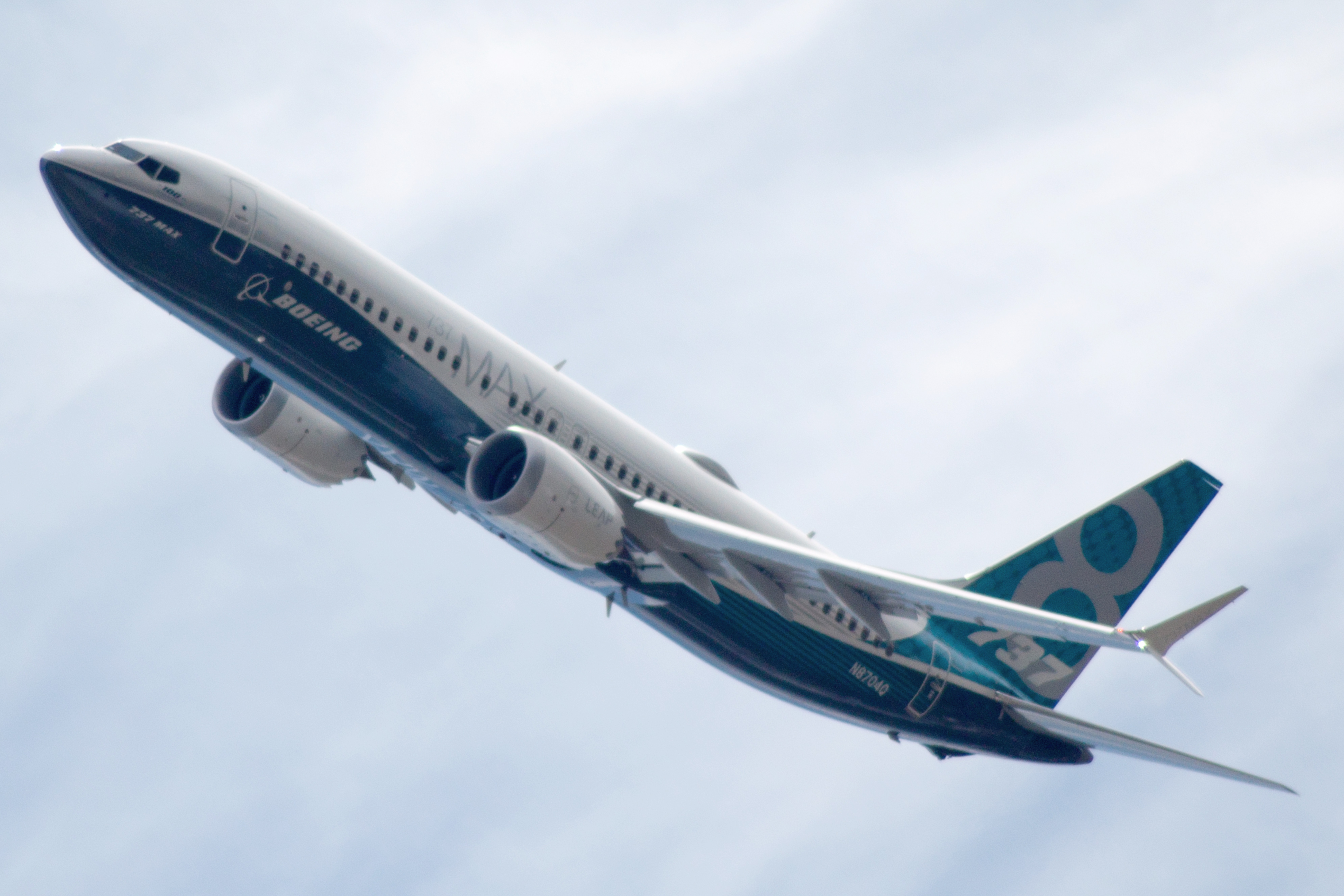
بوينج 737 ماكس 8

وكرد فعل على تحطم طائرة الخطوط الجوية الإثيوبية، قامت العديد من شركات الطيران بإيقاف طائراتها من طراز 737 ماكس، إما طوعًا أو بأمر من سلطات تنظيم الطيران المحلية. حيث أوقفت الخطوط الجوية الإثيوبية على الفور أسطولها من 737 ماكس 8. وأصبحت الصين أول دولة تلزم جميع طائراتها من طراز 737 ماكس 8 الأرض، من خلال أمر تنظيمي صدر في 11 مارس، وتتبعها إندونيسيا ومنغوليا وسنغافورة ودول أخرى. سلطات الطيران الأمريكية رفضت في البداية تعليق طيران الطائرة، لكنها أعلنت في 13 مارس أنها ستعلق إقلاعها. بعد فترة وجيزة، كانت سلطة الطيران في بنما هي أخر من منع إقلاع هذه الطائرات، وعندها أصبح كامل أسطول ماكس ممنوعا من التحليق في جميع أنحاء العالم. كما منعت عدة دول لم تملك تلك الطائرات دخول أي منها إلى المجال الجوي.
ذكرت الولايات المتحدة وكندا، في إعلانيهما المنفصلين عن منع الطيران، أن بيانات التتبع عبر الأقمار الصناعية تشير إلى أوجه تشابه بين الحادثين؛ وأضافت إدارة الطيران الفيدرالية أن هناك «احتمال وجود قضية مشتركة»،  وهو رأي أبداه خبراء الطيران في وقت سابق.

## الخلفية

### تصميم 737 ماكس
تم وضع محركات ليب على طائرات 737 ماكس في نقطة أعلى ومتقدمة بالنسبة للجناح مقارنةً بطرازات 737 السابقة، الأمر الذي يؤدي إلى زعزعة استقرار محور الطائرة عند أخذ وضعيات بزوايا مواجهة مرتفعة. فصممت شركة بوينج نظامًا لتعزيز خصائص المناورة (MCAS) لتعويض الخلل الناتج. إذا أرتفع أنف طائرة 737 ماكس أعلى من المعتاد، مما قد يؤدي إلى انهيار التحكم بالطائرة، فإن النظام يستشعر الرفع الزائد ويخفض أنف الطائرة تلقائيًا لتجنب السقوط. إذا حصل عطل في أجهزة استشعار زاوية المواجهة، فقد يبدأ النظام بالغوص بصورة غير محسوبة، وبشكل لا يمكن للطاقم أن يتعامل معه. تعتبر نقطة الفشل الوحيدة لهذا النظام تعتبر خللًا أساسيا في التصميم إذا لم يتم تدريب الطاقم للتعامل مع الحالة. بشكل عام كانت إدارة الطيران الفيدرالية تتدارس حلولا محتملة لتلك العيوب وتجهز برامج تدريب أفضل للطيارين.

### تحطم طائرة ليون أير 610
يوم 29 أكتوبر 2018، تحطمت طائرة ليون أير 610، وهي تطير في رحلة داخلية مجدولة تديرها شركة الطيران الإندونيسية ليون اير منطلقة من مطار سوكارتو هاتا الدولي في جاكرتا إلى مطار ديباتي أمير ‏ في بانغكال بينانغ، في بحر جاوة بعد 12 دقيقة فقط من الإقلاع. لقى جميع الركاب وعددهم 189 شخصا مصرعهم في ذلك الحادث.
أرجع التقرير الأولي سبب الحادث إلى بيانات خاطئة لحساسات استشعار زاوية المواجهة مما أدى إلى خفض أنف الطائرة تلقائيا بعد تدخل بوينج لتعزيز خصائص المناورة.

### تحطم طائرة الخطوط الجوية الاثيوبية رحلة 302

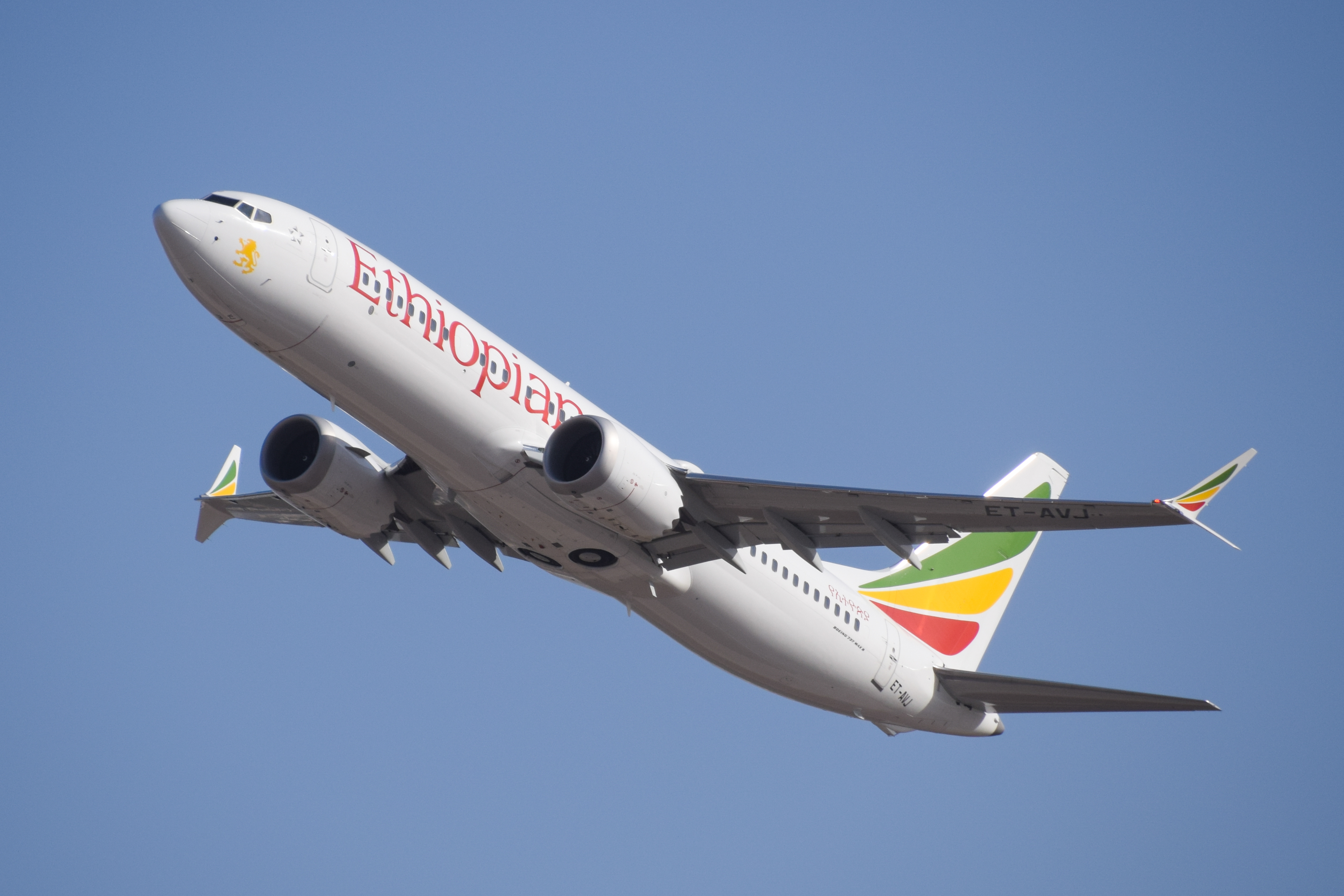
ET-AVJ ، الطائرة التي تحطمت في الرحلة 302

يوم 10 مارس 2019، تحطمت طائرة الخطوط الجوية الإثيوبية الرحلة رقم 302 ، وهي رحلة ركاب دولية مجدولة تديرها الخطوط الجوية الإثيوبية من أديس أبابا في إثيوبيا إلى مطار جومو كينياتا الدولي في نيروبي بكينيا، بعد ست دقائق من إقلاعها بالقرب من بيشوفتو، مما أدى إلى مقتل جميع ركابها وعددهم 157 الطائرة. كان هذا هو أعنف حادث طائرة يحدث في إثيوبيا، متجاوزا حادثة تحطم الطائرة التابعة للقوات الجوية الإثيوبية أنتونوف An-26 في عام 1982 ، والتي أسفرت عن مقتل 73.

### شكاوى الطيارين
بالإضافة إلى حوادث تحطم الطائرات في إندونيسيا وإثيوبيا، سجل طيارو بوينج 737 ماكس في الولايات المتحدة العديد من الشكاوى حول طريقة أداء الطائرة أثناء الطيران، بما في ذلك تقارير أفادت بأن الطيارين في الولايات المتحدة ربما يكونوا قد عانوا من شيء مشابه بما حدث في تحطم طائرة ليون إير.

## الاستجابة

### الجدول الزمني للاستجابات الرسمية

#### 11 مارس
- الصين: جمدت الصين إقلاع جميع طائراتها من نوع 737 ماكس 8.[24][25]
- إندونيسيا: أصدرت وزارة النقل الإندونيسية تعليقًا مؤقتًا على تشغيل جميع الطائرات الأحد عشر من طراز 737 ماكس 8 في إندونيسيا. ومن المتوقع إجراء فحص على مستوى البلاد في 12 مارس [26] «لضمان أن تكون الطائرة التي تعمل في إندونيسيا في حالة صالحة للطيران.»[27]
- منغوليا: قالت هيئة الطيران المدني في منغوليا (MCAA) في بيان «أوقفت الهيئة مؤقتًا رحلات 737 ماكس التي تديرها شركة الخطوط الجوية المنغولية اعتبارًا من 11 مارس 2019.»[28]

#### 12 مارس
- سنغافورة: هيئة الطيران المدني في سنغافورة «توقف مؤقتًا» تشغيل جميع موديلات طائرة 737 ماكس من وإلى سنغافورة.[29]
- أستراليا: أعلنت هيئة سلامة الطيران المدني (CASA) عن «تعليق مؤقت»[30] لجميع طائرات 737 ماكس في أستراليا أو الطيران إلى أستراليا.
- الاتحاد الأوروبي: قامت الوكالة الأوروبية لسلامة الطيران (EASA) بتعليق جميع عمليات الطيران لكامل أنواع طائرات 737 ماكس 8 و 9 في الاتحاد الأوروبي.[31]
- عُمان: قالت الهيئة العامة للطيران المدني العمانية في بيان إنها «ستوقف مؤقتًا تشغيل الطائرات من طراز 737 ماكس من وإلى جميع المطارات العمانية حتى إشعار آخر».[32]
- المملكة المتحدة: الهيئة العامة للطيران المدني (CAA) حظرت 737 ماكس من العمل في المجال الجوي في المملكة المتحدة.[33]
- الهند: أصدرت المديرية العامة للطيران المدني (DGCA) بيانًا "اتخذت المديرية قرارًا بإيقاف طائرات 737 ماكس فورًا، وفقًا لعمليات التفتيش الجديدة.[34]
- تركيا: أوقفت هيئة الطيران المدني التركية الرحلات الجوية من طراز 737 ماكس 8 و 9 التي تشغلها شركات تركية في تركيا، وذكرت أنها تقوم أيضًا بمراجعة إمكانية إغلاق المجال الجوي للبلاد لنفسه.[35]
- الإمارات العربية المتحدة: حظرت الهيئة العامة للطيران المدني (GCAA) تشغيل جميع طرازات طراز 737 ماكس في المجال الجوي الإماراتي.[36]
- ماليزيا: علقت هيئة الطيران المدني في ماليزيا جميع عمليات الطيران 737 ماكس من وإلى ماليزيا، بما في ذلك الرحلات الجوية العابرة.[37]
- الولايات المتحدة: أصدرت إدارة الطيران الفيدرالية الأمريكية (FAA) تأكيدًا على صلاحية الطائرات للطيران المستمرة طراز 737 ماكس؛ كما عبرت شركة خطوط ساوث ويست الجوية وشركة أمريكان إيرلاينز الرئيسية التي تتخذ من الولايات المتحدة مقراً لها 737 شركة كبرى عن ثقتها بالطائرة.[38]
- كندا: قال وزير النقل مارك غارنو إنه من السابق لأوانه التفكير في عمليات التجميد وأنه «إذا اضطررت إلى الطيران في مكان ما على هذا النوع من الطائرات اليوم، فإنني سأفعل ذلك».[39]

#### 13 مارس
- كندا: قال وزير النقل مارك غارنو، بعد تلقي معلومات جديدة،[40] «لا يمكن أن يطير أي طائرة ماكس 8 أو ماكس 9 إلى داخل كندا أو خارجها أو عبرها»، حيث تم تجميد حركة جميع طائرات 737 ماكس في المجال الجوي الكندي فعليًا.[41]
- مصر: منعت وزارة الطيران المدني المصرية مرور وإقلاع وهبوط طائرة 737 ماكس.[42]
- الولايات المتحدة: أعلن الرئيس دونالد ترامب في 13 مارس، أن السلطات الأمريكية ستقوم بمنع حركة جميع طائرات 737 ماكس 8 و 9 في الولايات المتحدة.[43][44] بعد تغريدة أولية من الرئيس، أمرت إدارة الطيران الفيدرالية رسميًا بتجميد جميع طائرات 737 ماكس 8 و 9 التي تديرها شركات الطيران الأمريكية أو التي تعبر المجال الجوي للولايات المتحدة.[45]
- فيتنام: حظرت إدارة الطيران المدني في فيتنام 737 ماكس 8 رحلات في مجالها الجوي حتى إشعار آخر. لا تشغل فيتنام أي طائرة من طراز 737 ماكس، وعند لحظة إصدار الإشعار، كانت جميع شركات النقل التي تشغل طائرات من طراز 737 ماكس قد قامت بالفعل بتجميد استعمال الطائرات.[46]
- بنما: أصبحت هيئة الطيران المدني في أعقاب قرار إدارة الطيران الفيدرالية (FAA) آخر مشغل 737 ماكس في جميع أنحاء العالم يقوم بتجميد الطائرات.[4][5][6]

#### 14 مارس
- إثيوبيا: حظرت هيئة الطيران المدني الإثيوبية طيران البوينج 737 ماكس 8 و 9 فوق مجالها الجوي.[47]
- روسيا: حظرت وكالة النقل الجوي الفيدرالية جميع رحلات 737 ماكس في المجال الجوي الروسي حتى إشعار آخر، حسبما صرح رئيس الوكالة ألكساندر نيرادكو للصحفيين.[48]
- اليابان: قالت وزارة الأراضي والبنية التحتية والنقل والسياحة إنها حظرت الرحلات الجوية لطائراتها من طراز 737 ماكس 8 و 9.[49]
- تايوان، جمهورية الصين: منعت إدارة الطيران المدني الرحلات الجوية التي تستعمل طائرات 737 ماكس من دخول مجالها الجوي والخروج منه.[50]

### رد فعل بوينغ
أصدرت بوينغ، الشركة المصنعة للطائرة 737 ماكس، البيان التالي: «بوينغ تشعر بالحزن الشديد لوفاة الركاب والطاقم على متن الخطوط الجوية الإثيوبية الرحلة 302؛ الطائرة من طراز 737 ماكس 8. نعرب عن خالص تعاطفنا مع عائلات وأحباء الركاب والطاقم على متن الطائرة ونحن على استعداد لدعم فريق الخطوط الجوية الإثيوبية. سيتوجه فريق فني من بوينغ إلى موقع التحطم لتقديم المساعدة الفنية تحت إشراف مكتب التحقيق في الحوادث في إثيوبيا والمجلس القومي الأمريكي لسلامة النقل.»
في رد لاحق على توقف الطائرة، أصدر متحدث باسم شركة بوينغ البيان التالي: «لقد قمنا بالتفاعل مع مخاوف عملائنا والمنظمين - وسنحيلك إليهم لمناقشة عملياتهم وقراراتهم. السلامة هي الأولوية الأولى بالنسبة لنا، ونحن نتخذ كل التدابير اللازمة لفهم جميع جوانب هذا الحادث تمامًا، من خلال العمل عن كثب مع فريق التحقيق وجميع السلطات التنظيمية المعنية. التحقيق في مراحله المبكرة، ولكن في هذه المرحلة، وبناءً على المعلومات المتاحة، ليس لدينا أي أساس لإصدار إرشادات جديدة للمشغلين.»
في 11 مارس، أعلنت شركة بوينغ أنها كانت تعمل على ترقية برنامج التحكم في الطيران، وواجهات العرض للطيارين، وكتيبات التشغيل، وتدريب الطاقم. ترقية البرنامج، احسب ما قالت بوينج، هي جزء من رد الفعل على تحطم ليون إير ولكنها غير مرتبطة بتحطم الخطوط الجوية الإثيوبية، في الأسابيع المقبلة، ومن المتوقع أن تصبح إلزامية بموجب توجيه FAA للطيران.
في 13 مارس، ردًا على تأريض FAA للطائرة MAX، أصدرت شركة Boeing البيان التالي: «لا تزال Boeing تتمتع بثقة تامة في سلامة 737 MAX. ومع ذلك، بعد التشاور مع إدارة الطيران الفيدرالية الأمريكية (FAA)، والمجلس القومي الأمريكي لسلامة النقل (NTSB)، وسلطات الطيران وعملائها في جميع أنحاء العالم، فقد قررت شركة بوينج - بسبب وفرة الحذر ومن أجل طمأنة الجمهور الطائر لسلامة الطائرة - أن يوصي إدارة الطيران الفيدرالية بالتعليق المؤقت لعمليات الأسطول العالمي بأكمله المكون من 371 737 طائرة.»
في 14 مارس، أكدت شركة بوينغ أنها أوقفت مؤقتًا عمليات تسليم طراز 737 ماكس الجديدة إلى عملائها.

### الاستجابة السياسية
بعد تغريدة في 12 مارس من الرئيس الأمريكي دونالد ترامب أن «الطائرات أصبحت معقدة للغاية بحيث لا يمكن الطيران بها. لم تعد هناك حاجة إلى الطيارين، بل علماء الحاسوب من معهد ماساتشوستس للتكنولوجيا. أرى ذلك طوال الوقت في العديد من المنتجات. عندما تسعى إلى الذهاب خطوة إضافية غير ضرورية، عندما يكون الأقدم والأبسط غالبًا أفضل بكثير.» دينيس مويلنبورج الرئيس التنفيذي لشركة بوينج تحدث وقدم تأكيدات إلى ترامب بأن الطائرة كانت آمنة.
في 13 مارس، مع الضغط المتزايد بعد توقف الطائرة بواسطة النقل الكندي، التقى ترامب بوزير النقل إلين تشاو ة، القائم بأعمال إدارة الطيران الفيدرالية دان إيلويل، ومويلنبورغ واتفقا على حظر الطائرة. وأعلن ترامب أن «إدارة الطيران الفيدرالية تستعد لإصدار إعلان قريب جدًا فيما يتعلق بالمعلومات والأدلة المادية الجديدة التي تلقيناها من موقع تحطم إثيوبيا ومن مواقع أخرى ومن خلال شكاوى أخرى».
واجهت الحكومة أسئلة حول عدم وجود مسؤول دائم في إدارة الطيران الفيدرالية منذ يناير 2018، فعامين من تخفيض كل من عدد الموظفين والميزانية في الوكالة، والإغلاق الحكومي الأخير، أدى إلى تأخير الموافقة على ترقية البرنامج لجهاز 737 ماكس بعد حادثة شركة ليون أير. وردت إدارة الطيران الفيدرالية بأنها «تحت القيادة القوية» لرئيسها بالوكالة. ألقي جدل 737 ماكس مزيدًا من الضوء على التأثير السياسي لبوينج في واشنطن، بما في ذلك لوبيات الضغط، والتبرعات للمشرعين والروابط بين الحكومة والصناعة.
دعى السناتور الأمريكيون إليزابيث وارين وميت رومني وديان فاينشتاين وتيد كروز وروجر ويكر وريتشارد بلومنتال إدارة الطيران الفيدرالية لتجميد جميع طائرات 737 ماكس 8 بشكل مؤقت. أعلن تيد كروز وروجر ويكر عن خططهما لعقد جلسة استماع في اللجنة الفرعية للتجارة في مجلس الشيوخ بالولايات المتحدة بشأن عمليات الطيران والسلامة والأمن «للتحقيق في هذه الأعطال وتحديد العوامل المساهمة فيها والتأكد من أن صناعة الطيران في الولايات المتحدة ستبقى الأكثر أمانًا العالم.»  اتهمت إليزابيث وارين إدارة ترامب بحماية شركة بوينج، قائلة: «إن طائرة بوينج 737 ماكس 8 هي المحرك الرئيسي لأرباح شركة بوينج. في الأسابيع والأشهر المقبلة، ينبغي أن يعقد الكونغرس جلسات استماع حول ما إذا كانت الإدارة التي رفضت الوقوف في وجه المملكة العربية السعودية لحماية مبيعات بوينج للأسلحة قد عرضت الأرواح مرة أخرى للخطر لنفس السبب.» 
قالت وزيرة النقل الأمريكية إلين تشاو، التي تتمتع بسلطة تعليق 737 ماكس 8، «إذا حددت إدارة الطيران الفيدرالية (FAA) مشكلة تؤثر على السلامة، فستتخذ الوزارة إجراءً فوريًا ومناسبًا». في 12 مارس، طارت تشاو مع موظفيها باستعمال 737 ماكس 8 تابعة لشركة ساوثويست أيرلاين من أوستن ، تكساس، إلى واشنطن العاصمة، في دعم واضح لشركة بوينج.
في 13 مارس، عكس وزير النقل الكندي مارك غارنو قراره بعدم تجميد تحليق الطائرة وقام بحظر جميع طائرات 737 ماكس 8/9 ضمن المجال الجوي الكندي. بعد أن قال في وقت سابق إنه سيصعد إلى 737 ماكس 8 «دون تردد»،  في 12 مارس كان قد أعلن أن حكومة ترودو ليس لديها أي خطط لتجميد 737 ماكس 8. وكان الاتحاد الكندي للموظفين العموميين قد دعا شركة طيران كندا «على الأقل إلى الاستمرار في نقل أفراد الطاقم الذين لا يريدون الطيران على هذا النوع من الطائرات إلى أنواع أخرى. يجب أن تكون سلامة الركاب والأطقم الأولوية المطلقة.» 

## الحظر من قبل الدول وشركات الطيران

### الدول
نتيجة لحادث الطيران 302، بدأت سلطات الطيران وشركات الطيران بحظر طائرة بوينج 737 ماكس بسبب مخاوف تتعلق بالسلامة  القائمة أدناه مبنية حسب الحالة في 14 مارس 2019 :
| Authority                                                 |                  | Date (2019) | Comments |
| --------------------------------------------------------- | ---------------- | ----------- | --- |
| هيئة الطيران المدني (ألبانيا)                             | ألبانيا          | 13 مارس     | حظر 737 ماكس من المجال الجوي.                                                                                   |
| الإدارة الوطنية للطيران المدني (الأرجنتين) ‏               | الأرجنتين        | 12 مارس     | حظر 737 ماكس في البلاد.                                                                                         |
| لجنة الطيران المدني (أرمينيا) ‏                            | أرمينيا          | 13 مارس     | حظر 737 ماكس من المجال الجوي                                                                                    |
| هيئة سلامة الطيران المدني (أستراليا) ‏                     | أستراليا         | 12 مارس     | حظر 737 ماكس في البلاد.                                                                                         |
| وزارة النقل (النمسا) ‏                                     | النمسا           | 12 مارس     | حظر 737 ماكس في البلاد.                                                                                         |
| قسم الطيران (بيلاروسيا) ‏                                  | بيلاروس          | 14 مارس     | حظر 737 ماكس من المجال الجوي.                                                                                   |
| الخدمة العامة الفدرالية للتنقل والنقل (بلجيكا) ‏           | بلجيكا           | 12 مارس     | حظر 737 ماكس من المجال الجوي.                                                                                   |
| هيئة برمودا للطيران المدني ‏                               | برمودا           | 12 مارس     | حظر 737 ماكس من المجال الجوي.                                                                                   |
| الوكالة الوطنية للطيران المدني في البرازيل                | البرازيل         | 13 مارس     | حظر 737 ماكس 8 في البلاد.                                                                                       |
| وزارة النقل الكندية                                       | كندا             | 13 مارس     | حظر 737 ماكس من المجال الجوي.                                                                                   |
| المديرية العامة للطيران المدني (تشيلي) ‏                   | تشيلي            | 13 مارس     | حظر 737 ماكس من المجال الجوي.                                                                                   |
| دارة الطيران المدني في الصين                              | الصين            | 11 مارس     | حظر 737 ماكس في البلاد.                                                                                         |
| الوحدة الإدارية الخاصة للملاحة الجوية المدنية (كولومبيا) ‏ | كولومبيا         | 13 مارس     | حظر 737 ماكس من المجال الجوي.                                                                                   |
| ديريشيون جنرال دي أفياشيون سيفيل (كوستاريكا) ‏             | كوستاريكا        | 13 مارس     | حظر 737 ماكس من المجال الجوي.                                                                                   |
| دائرة الطيران المدني (قبرص)                               | قبرص             | 13 مارس     | حظر 737 ماكس من المجال الجوي.                                                                                   |
| هيئة النقل الدنماركية ‏                                    | الدنمارك         | 13 مارس     | حظر 737 ماكس في البلاد.                                                                                         |
| وزارة الطيران المدني (مصر)                                | مصر              | 13 مارس     | حظر 737 ماكس من المجال الجوي.                                                                                   |
| هيئة الطيران المدني الإثيوبية (إثيوبيا) ‏                  | إثيوبيا          | 14 مارس     | حظر 737 ماكس من المجال الجوي.                                                                                   |
| الوكالة الأوروبية لسلامة الطيران                          | الاتحاد الأوروبي | 12 مارس     | حظر 737 ماكس من المجال الجوي. هذا يشمل كامل الإتحاد الأوروبي والدول الأعضاء في الرابطة الأوروبية للتجارة الحرة. |
| هيئة الطيران المدني في فيجي ‏                              | فيجي             | 12 مارس     | تجميد تشغيل 737 ماكس                                                                                            |
| المديرية العامة للطيران المدني (فرنسا)                    | فرنسا            | 12 مارس     | حظر 737 ماكس من المجال الجوي.                                                                                   |
| وكالة الطيران المدني الجورجية                             | جورجيا           | 13 مارس     | حظر 737 ماكس من المجال الجوي.                                                                                   |
| الوزارة الاتحادية للنقل والبنية التحتية الرقمية (ألمانيا) | ألمانيا          | 12 مارس     | حظر 737 ماكس من المجال الجوي.                                                                                   |
| هيئة الطيران المدني اليونانية ‏                            | اليونان          | 12 مارس     | حظر 737 ماكس من المجال الجوي.                                                                                   |
| إدارة الطيران المدني (هونج كونج) ‏                         | هونغ كونغ        | 13 مارس     | حظر 737 ماكس من المجال الجوي.                                                                                   |
| وزارة النقل (اندونيسيا) ‏                                  | إندونيسيا        | 11 مارس     | Operation of 737-8 MAX suspended pending investigation.                                                         |
| يئة الطيران الايرلندية ‏                                   | جمهورية أيرلندا  | 12 مارس     | حظر 737 ماكس من المجال الجوي.                                                                                   |
| هيئة الطيران المدني العراقية                              | العراق           | 13 مارس     | حظر 737 ماكس من المجال الجوي.                                                                                   |
| سلطة الطيران المدني في إسرائيل                            | إسرائيل          | 13 مارس     | حظر 737 ماكس من المجال الجوي.                                                                                   |
| هيئة الطيران المدني الإيطالية                             | إيطاليا          | 12 مارس     | حظر 737 ماكس من المجال الجوي.                                                                                   |
| زارة الطيران المدني (الهند)                               | الهند            | 13 مارس     | حظر 737 ماكس من المجال الجوي.                                                                                   |
| وزارة الأراضي والبنية التحتية والنقل والسياحة (اليابان)   | اليابان          | 14 مارس     | حظر لحلات البوينغ 737 ماكس إلى اليابان.                                                                         |
| لجنة الطيران المدني (كازاخستان)                           | كازاخستان        | 14 مارس     | حظر رحلات 737 ماكس.                                                                                             |
| هيئة الطيران المدني في كوسوفو ‏                            | كوسوفو           | 14 مارس     | حظر 737 ماكس من المجال الجوي.                                                                                   |
| المديرية العامة للطيران المدني (الكويت)                   | الكويت           | 14 مارس     | حظر 737 ماكس من المجال الجوي.                                                                                   |
| هيئة الطيران المدني اللبنانية                             | لبنان            | 14 مارس     | حظر 737 ماكس من المجال الجوي.                                                                                   |
| هيئة الطيران المدني (ماكاو) ‏                              | ماكاو            | 14 مارس     | تجميد تشغيل 737 ماكس.                                                                                           |
| هيئة الطيران المدني في ماليزيا ‏                           | ماليزيا          | 12 مارس     | تجميد تشغيل 737 ماكس.                                                                                           |
| المديرية العامة للطيران المدني (المكسيك) ‏                 | المكسيك          | 14 مارس     | حظر 737 ماكس من المجال الجوي.                                                                                   |
| وكالة الطيران المدني (الجبل الأسود)                       | الجبل الأسود     | 13 مارس     | حظر 737 ماكس من المجال الجوي.                                                                                   |
| ناميبيا هيئة الطيران المدني ‏                              | ناميبيا          | 13 مارس     | حظر 737 ماكس من المجال الجوي.                                                                                   |
| مفتشية البيئة البشرية والنقل (هولندا) ‏                    | هولندا           | 12 مارس     | حظر 737 ماكس من المجال الجوي.                                                                                   |
| هيئة الطيران المدني في نيوزيلندا ‏                         | نيوزيلندا        | 13 مارس     | حظر 737 ماكس من المجال الجوي.                                                                                   |
| هيئة الطيران المدني النيجيرية ‏                            | نيجيريا          | 13 مارس     | حظر 737 ماكس من المجال الجوي.                                                                                   |
| المديرية العامة للطيران المدني والأرصاد الجوية (عمان)     | سلطنة عمان       | 12 مارس     | تجميد تشغيل 737 ماكس.                                                                                           |
| هيئة الطيران المدني (بولندا) ‏                             | بولندا           | 12 مارس     | حظر 737 ماكس من المجال الجوي.                                                                                   |
| الوكالة الفيدرالية للنقل الجوي (روسيا)                    | روسيا            | 14 مارس     | حظر 737 ماكس من المجال الجوي.                                                                                   |
| مديرية الطيران المدني بجمهورية صربيا ‏                     | صربيا            | 14 مارس     | حظر 737 ماكس من المجال الجوي.                                                                                   |
| إدارة الطيران المدني (تايوان) ‏                            | تايوان           | 14 مارس     | حظر 737 ماكس من المجال الجوي.                                                                                   |
| هيئة الطيران المدني في تايلاند ‏                           | تايلاند          | 14 مارس     | تجميد تشغيل 737 ماكس.                                                                                           |
| هيئة الطيران المدني في ترينيداد وتوباغو ‏                  | ترينيداد وتوباغو | 14 مارس     | حظر 737 ماكس من المجال الجوي.                                                                                   |
| وزارة النقل والبنية التحتية (تركيا)                       | تركيا            | 13 مارس     | حظر 737 ماكس من المجال الجوي.                                                                                   |
| إدارة الطيران الحكومية في أوكرانيا ‏                       | أوكرانيا         | 13 مارس     | حظر 737 ماكس من المجال الجوي.                                                                                   |
| هيئة الطيران المدني (المملكة المتحدة)                     | المملكة المتحدة  | 12 مارس     | حظر 737 ماكس من المجال الجوي.                                                                                   |
| إدارة الطيران الفيدرالية (الولايات المتحدة)               | الولايات المتحدة | 13 مارس     | حظر 737 ماكس من المجال الجوي.                                                                                   |
| إدارة الطيران المدني في فيتنام ‏                           | فيتنام           | 12 مارس     | حظر 737 ماكس من المجال الجوي.                                                                                   |
| هيئة الطيران المدني البرتغالية                            | البرتغال         | 12 مارس     | حظر 737 ماكس من المجال الجوي.                                                                                   |
| هيئة الطيران المدني (مولدوفا) ‏                            | مولدوفا          | 13 مارس     | حظر 737 ماكس من المجال الجوي.                                                                                   |
| وزارة النقل التونسية                                      | تونس             | 14 مارس     | حظر 737 ماكس من المجال الجوي.                                                                                   |

### الخطوط الجوية
في غضون ساعات من تحطم الطائرة الإثيوبية، جمدت العديد من شركات الطيران طواعية أساطيلها من طائرات بوينغ 737 MAX 8 .
| شركة طيران                  | تاريخ     | حجم الأسطول | ملاحظات           |
| --------------------------- | --------- | ----------- | ----------------- |
| 9 Air                       | 12 مارس   | 1           |                   |
| الخطوط الجوية الأرجنتينية   | 11 مارس   | 5           | [ 131 ] [ 132 ]   |
| طيران المكسيك               | 12 مارس   | 6           | [ 133 ]           |
| طيران كندا                  | 13 مارس   | 24          |                   |
| طيران الصين                 | 11 مارس   | 15          |                   |
| طيران إيطاليا ‏              | 12 مارس   | 3           |                   |
| الخطوط الجوية الأمريكية     | 13 مارس   | 24          |                   |
| Boeing                      | 13 مارس   | 1           | Owned N8703J      |
| Boeing Business Jet         | 13 مارس   | 1           | BBJ N329BJ        |
| Cayman Airways              | 11 مارس   | 2           | [ 134 ]           |
| خطوط شرق الصين الجوية       | 11 مارس   | 3           |                   |
| خطوط جنوب الصين الجوية      | 11 مارس   | 24          |                   |
| Comair                      | 11 مارس   | 1           | [ 135 ]           |
| خطوط كوبا الجوية            | 13 مارس   | 5           | [ 4 ] [ 5 ] [ 6 ] |
| Corendon Airlines           | 12 مارس   | 1           |                   |
| Eastar Jet                  | 11 مارس   | 2           |                   |
| Enter Air                   | 12 مارس   | 2           |                   |
| الخطوط الجوية الإثيوبية     | 11 مارس   | 4           | [ 136 ] [ 137 ]   |
| خطوط الباسيفيك الجوية       | 12 مارس   | 2           |                   |
| فلاي دبي                    | 12 مارس   | 11          | [ 138 ]           |
| Fuzhou Airlines             | 12 مارس   | 2           |                   |
| غارودا إندونيسيا            | 11 مارس   | 1           |                   |
| Gol Transportes Aéreos      | 11 مارس   | 7           | [ 139 ] [ 140 ]   |
| خطوط هاينان الجوية          | 11 مارس   | 11          |                   |
| طيران آيسلندا               | 12 مارس   | 5           | [ 141 ]           |
| جيت للطيران                 | 12 مارس   | 8           | [ 142 ]           |
| Kunming Airlines            | 11 مارس   | 2           |                   |
| ليون إير                    | 11 مارس   | 10          |                   |
| خطوط لوت الجوية البولندية   | 12 مارس   | 5           | [ 143 ]           |
| خطوط لاكي الجوية            | 11 مارس   | 3           |                   |
| الموريتانية الدولية للطيران | 12 مارس   | 1           | [ 144 ]           |
| الخطوط الجوية المنغولية     | 11 مارس   | 1           | [ 145 ]           |
| آير شاتل النرويجية          | 12 مارس   | 9           | [ 146 ]           |
| آير شاتل النرويجية          | 12 مارس   | 6           |                   |
| Norwegian Air Sweden        | 12 مارس   | 3           |                   |
| خطوط طيران أوكاي            | 11 مارس   | 2           |                   |
| الطيران العماني             | 15 مارس   | 5           | [ 147 ]           |
| خاص                         | غير معروف | 1           | BBJ VP-CMA        |
| الخطوط الملكية المغربية     | 11 مارس   | 2           | [ 148 ]           |
| خطوط إس سفن                 | 12 مارس   | 2           | [ 149 ]           |
| SCAT Airlines               | 13 مارس   | 1           |                   |
| خطوط شاندونغ الجوية         | 11 مارس   | 7           |                   |
| خطوط شانغهاي الجوية         | 11 مارس   | 11          |                   |
| خطوط شينزين الجوية          | 11 مارس   | 5           |                   |
| سيلك للطيران                | 12 مارس   | 6           |                   |
| خطوط ترافل سيرفس الجوية     | 12 مارس   | 7           |                   |
| خطوط ساوث ويست الجوية       | 13 مارس   | 34          |                   |
| سبايس جيت                   | 13 مارس   | 13          | [ 150 ]           |
| خطوط صن وينق الجوية ‏        | 12 مارس   | 4           | [ 151 ]           |
| Thai Lion Air               | 13 مارس   | 3           |                   |
| خطوط طومسون الجوية          | 12 مارس   | 6           | [ 110 ]           |
| توي فلاي بلجيكا             | 12 مارس   | 4           |                   |
| أركي فلاي                   | 12 مارس   | 3           |                   |
| TUI fly Nordic              | غير معروف | 2           |                   |
| الخطوط الجوية التركية       | 12 مارس   | 11          | [ 35 ]            |
| الخطوط الجوية المتحدة       | 13 مارس   | 14          |                   |
| ويست جت إيرلاينز ‏           | 13 مارس   | 13          |                   |
| خطوط زيامن الجوية           | 11 مارس   | 10          |                   |
| Total                       |           | 377         |                   |

## مطالب شركة الطيران للحصول على تعويض
في 13 مارس، أصبحت الخطوط الجوية النرويجية أول شركة طيران تطالب علناً بتعويض من شركة بوينغ عن تكاليف تجميد طيران طائرة 737 ماكس. قال الرئيس التنفيذي بيورن كجوس: «من الواضح تمامًا أننا لن نتحمل التكلفة المتعلقة بالطائرة الجديدة التي تعين علينا إيقافها مؤقتًا، وسنرسل هذه الفاتورة لأولئك الذين ينتجون هذه الطائرة.» 
أيضًا أعلنت شركة ح سبايسجيت الهندية أنها ستسعى للحصول على تعويض من شركة بوينغ. وقال مسؤول كبير: «سنسعى للحصول على تعويض من شركة بوينج بسبب حظر طيران الطائرة. سوف نسعى أيضًا إلى الحصول على تعويض عن خسارة الإيرادات وأي نوع من الصيانة أو الإصلاح الفني الذي ستخضع له الطائرة. هذا جزء من العقد، الذي وقّعناه مع بوينج لجميع طائرات 737 ماكس».

## إلغاء طلبات شراء 737 ماكس
في 14 مارس، أعلنت شركة النقل الأندونيسية جارودا إندونيسيا أنها قررت إلغاء ما مجموعه 49 طلبًا لشراء طائرات بوينج 737 ماكس 8، مشيرة إلى «مخاوف بشأن سلامة الركاب».

## تصاريح رحلة الصيانة
هناك أحكام خاصة بنقل الطائرات التي تم حظرها إلى منشأة الصيانة، مثل تصريح رحلات الطيران الخاصة التابعة للولايات المتحدة الأمريكية،

## روابط خارجية
- قائمة الحظر الدولي للطائرات عبر التاريخ